# Casa de visites Jesús Falcón
La Casa de visites Jesús Falcón (en castellà, Casa de visitas Jesús Falcón) és un recinte edificat per donar allotjament als familiars d'universitaris estrangers durant la seva visita, a la vegada que compleix la funció d'espai de lleure per als estudiants durant els caps de setmana. El recinte està ubicat a la qual es coneix com a finca San Vicente del municipi cubà d'Agramonte, concretament a 8 km del seu centre urbà i a 16 km. de Jagüey Grande.

## Història
Des de 1959, any del triomf de la revolució antimperialista liderada per Fidel Castro, fins a la dècada dels 90, funcionà com a escola de secundària dins del programa de la Revolució cubana per a erradicar l'analfabetisme a l'illa. D'ençà, ostenta el codi AG31 en el registre de centres escolars. A partir de l'època de major crisi econòmica del país, just després de la implosió de la Unió Soviètica l'any 1991, es produí un replegament dels centres escolars a les àrees urbanes. Aquest fet va provocar el tancament de les instal·lacions durant més de 10 anys, període en què s'aprofità per remodelar els edificis i condicionar-los per a la seva nova funció. L'any 2005 i 2006, el recinte funcionà com a seu hospitalària i centre de recuperació per a aquells pacients, tant fossin nacionals com estrangers, que venien a operar-se de problemes oftalmològics. Aquest espai treballava per la Operación Milagro, pla sanitari entre Cuba i Veneçuela integrat dins dels programes de l'ALBA.

## Actualitat
A partir del curs escolar 2007-2008, l'espai canvià les seves funcions i s'enfocà a l'àmbit acadèmic. Sense perdre els lligams amb l'ALBA, passa a convertir-se en allotjament, amb capacitat per a 250 persones aproximadament, destinat a amics i familiars en règim de visites a universitaris que han vingut a Cuba a cursar els seus estudis. Paral·lelament, durant els caps de setmana, serveix com a recinte d'oci per als universitaris estrangers (majoritàriament de Veneçuela, Bolívia i Paquistan). És per això que compta amb una biblioteca, diverses botigues, dues pistes de bàsquet, dues de voleibol i un bar. El pla d'inversions previst a partir de 2007 contempla la construcció d'una piscina i una discoteca dins la gamma d'instal·lacions de lleure del recinte.
La casa de visites dona feina a un total de 84 treballadors, concentrats sobretot en tasques de restauració, neteja i seguretat. Alguns d'aquests treballadors organitzen la seva jornada de treball alternant un torn de 24 hores amb un de descans de 48. En l'àmbit polític, el centre hi té constituït un nucli del Partit Comunista de Cuba d'entre 8 i 10 membres, un comitè de base de la Unió de Joves Comunistes i un nucli de la Confederació de Treballadors de Cuba.

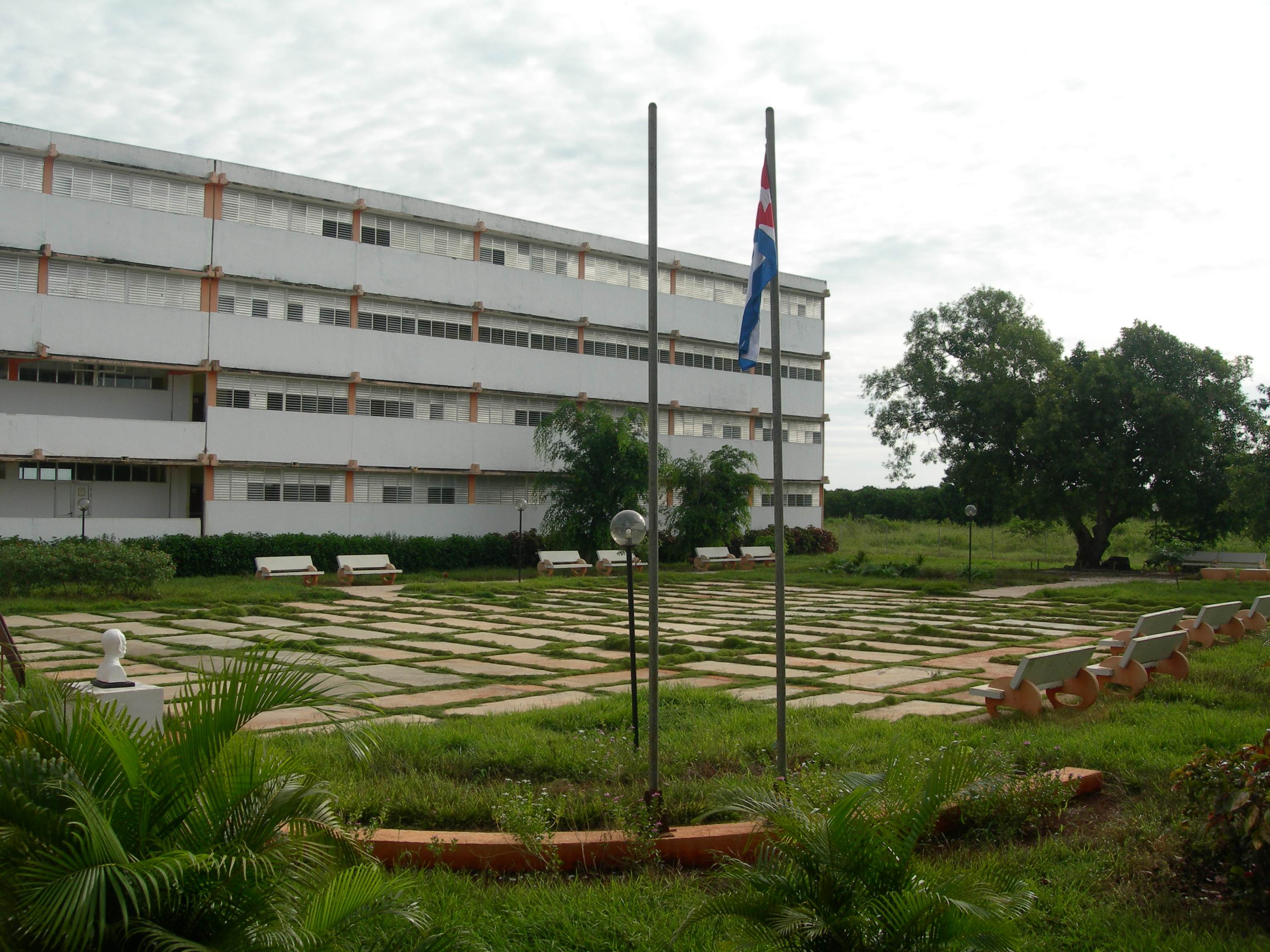
Plaça central
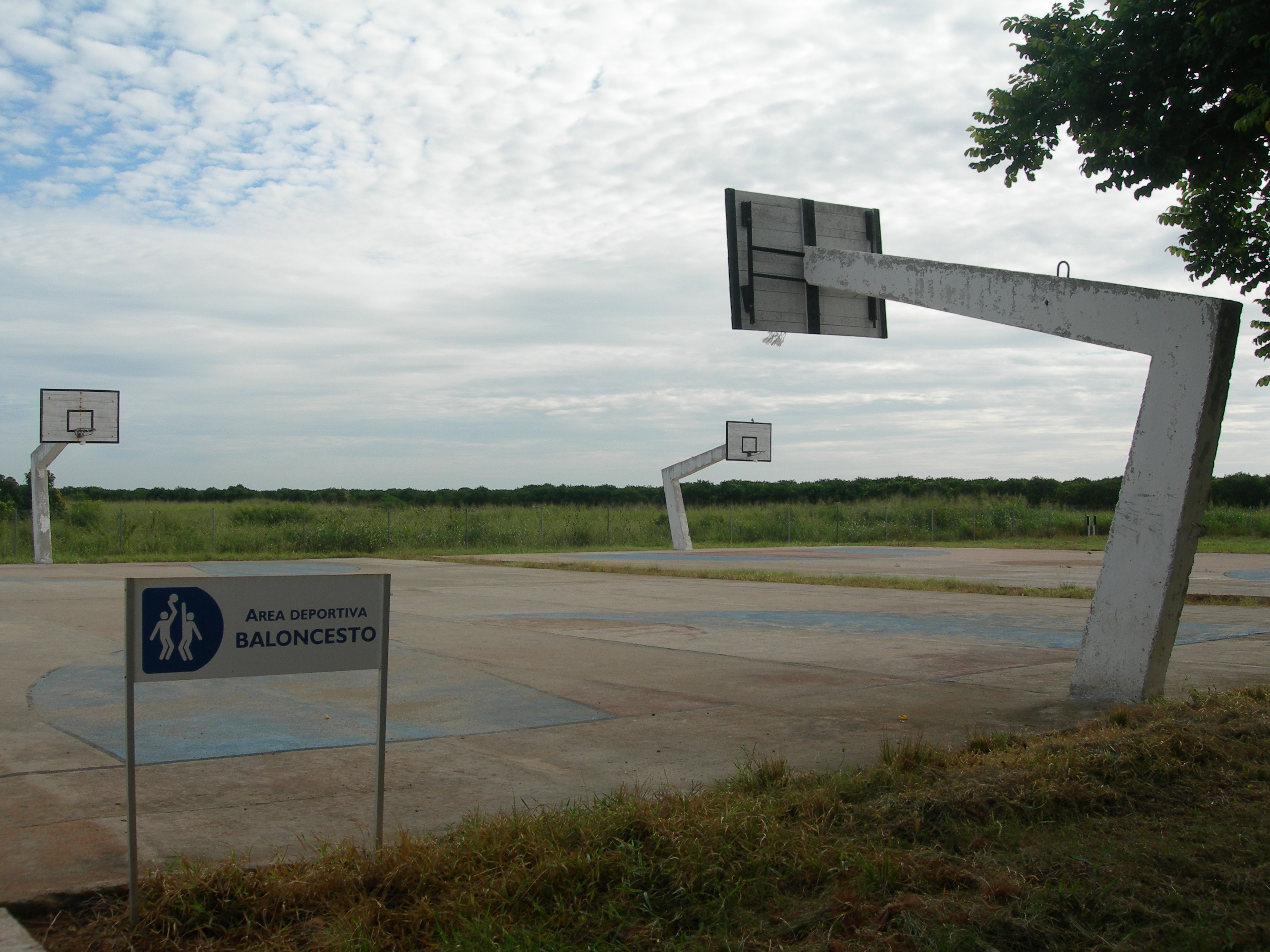
Pista de bàsquet
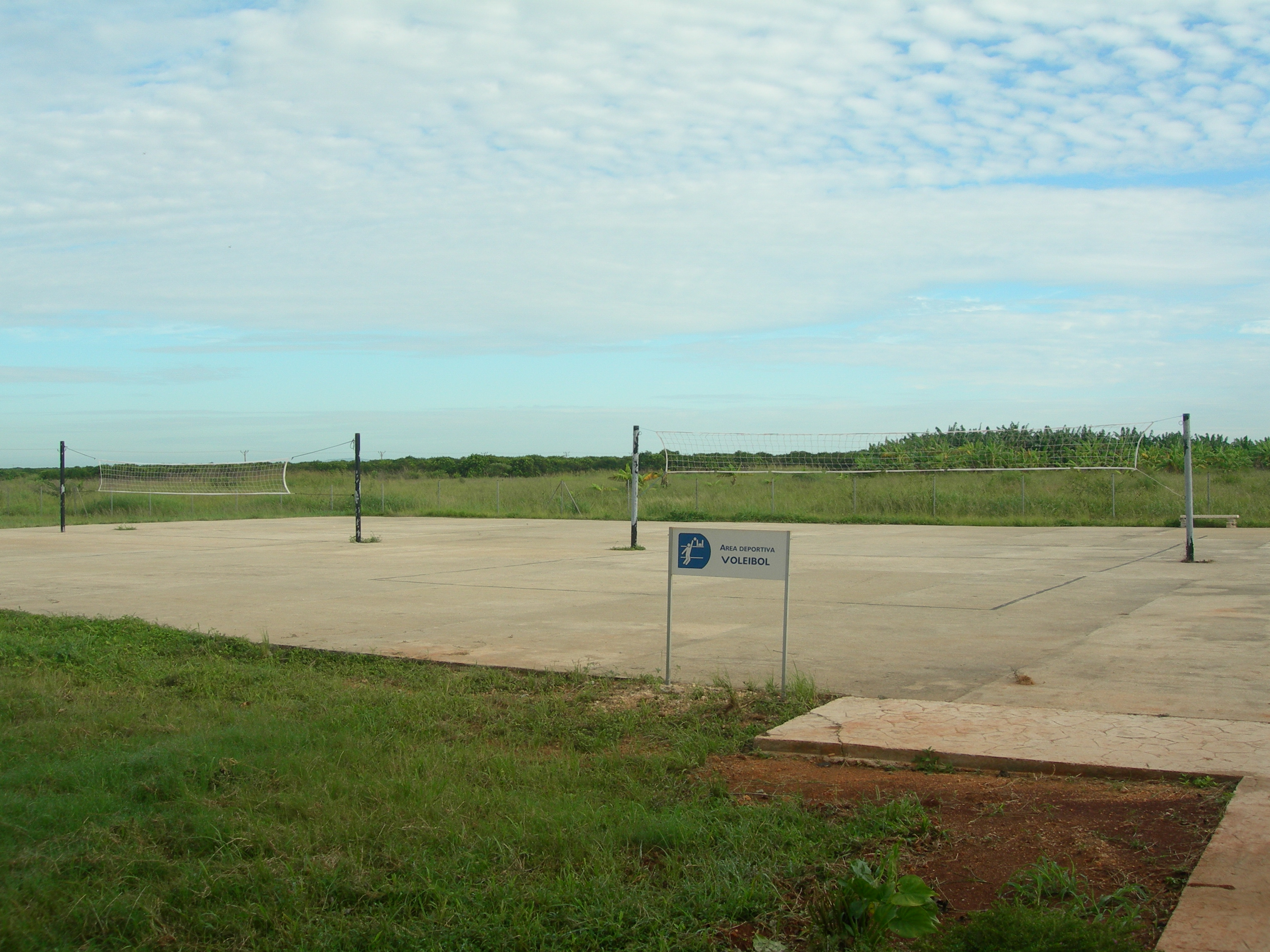
Pista de voleibol
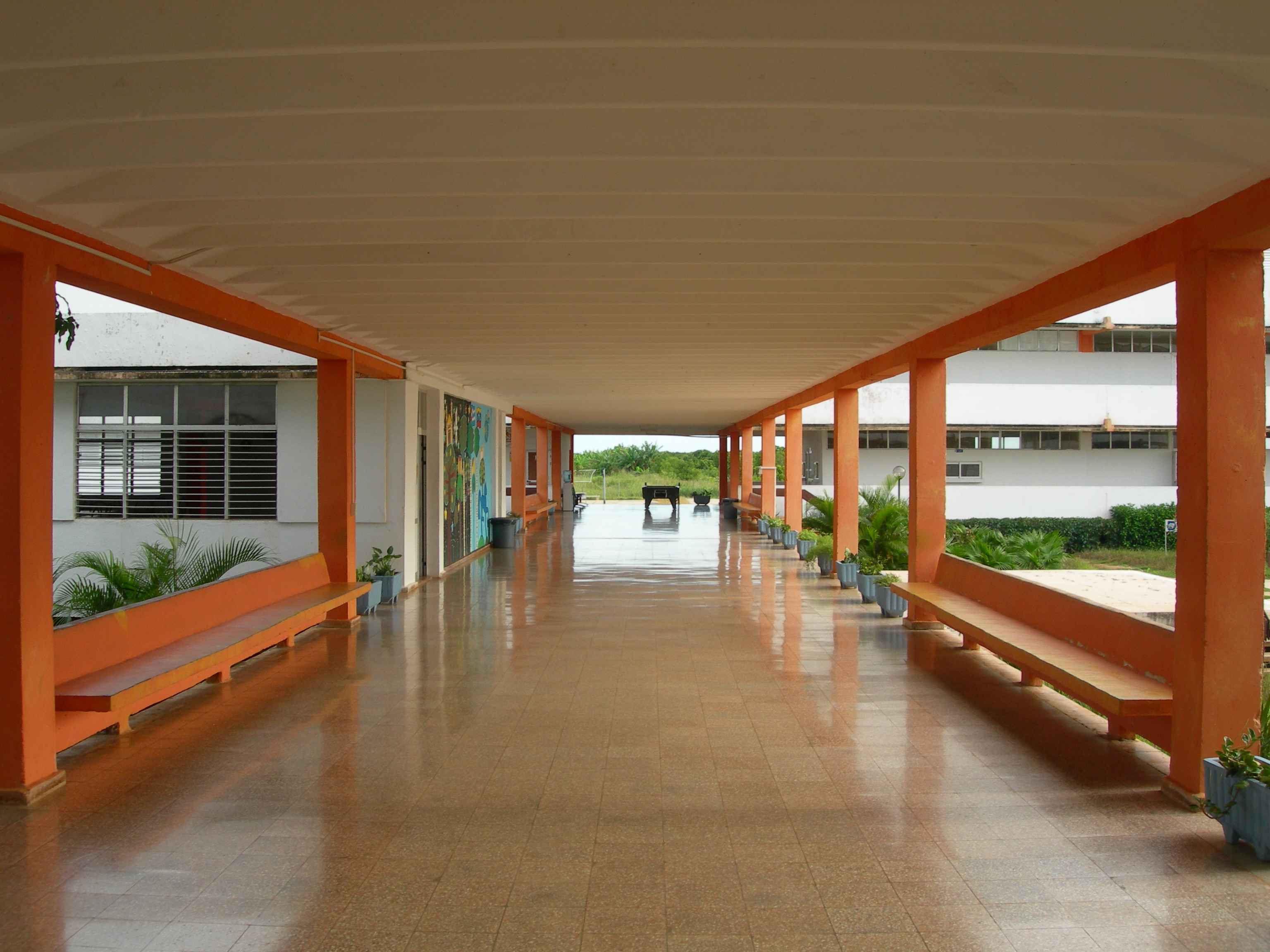
Passadís principal